# コベナンツ
コベナンツ（Covenants）とは、日本では一般的に金融取引における契約上の特約事項を指す。特に財務制限条項（Financial Covenants）を指すことが多い。
シンジケートローン等の大規模な融資やコミットメントラインローン等で、資金の借り手に対し、財務制限条項として、担保提供制限条項や純資産・利益の水準を一定以上に保つことを契約維持の条件とする条項を設定することが多い。財務制限条項の他に、情報報告条項（Reporting Covenants）を設定することもある。

## コベナンツの例
日本ローン債権市場協会のコミットメントライン契約書には、純資産を一定金額以上に維持することを求める条項、経常損失を計上しないことを求める条項などが盛り込まれている。
日本証券業協会は、社債の発行に関して基本的に付与すべきコベナンツとして、チェンジオブコントロール条項と情報報告条項を挙げている。

## コベナンツに関する法制度
上場企業等の有価証券報告書提出会社は、2025年4月から、企業内容等の開示に関する内閣府令により、財務制限条項が付された融資契約の状況を有価証券報告書に記載することが義務付けられた。